# Lucidity (album)
Lucidity is het albumdebuut van Delain, een project dat is ontsproten uit het brein van (ex-Within Temptation) toetsenist Martijn Westerholt.

## Geschiedenis
Westerholt wist een aantal muzikanten van naam om zich heen te verzamelen, onder wie de Finse bassist Marco Hietala (Nightwish, Tarot, Northern Kings), zijn landgenoot gitarist Jan Yrlund en de Noorse zangeres Liv Kristine (ex-Theatre of Tragedy, Leaves' Eyes). Ook een aantal Nederlandse muzikanten werkte mee aan het project: zangeres Sharon den Adel (Within Temptation), gitarist Ad Sluyter (ex-Epica), drummer Ariën van Weesenbeek (God Dethroned) en zanger-grunter George Oosthoek en gitarist Guus Eikens (ex-Orphanage). Het grootste deel van de liedjes werd ingezongen door de nog relatief onbekende zangeres Charlotte Wessels.

## Nummers
| 1.                 | Sever                  | Martijn Westerholt            | Westerholt             | 04:53 |
| 2.                 | Frozen                 | Charlotte Wessels, Westerholt | Westerholt             | 04:43 |
| 3.                 | Silhouette of a Dancer | Wessels, Westerholt           | Westerholt, Jan Yrlund | 05:25 |
| 4.                 | No Compliance          | Westerholt                    | Westerholt             | 05:10 |
| 5.                 | See Me in Shadow       | Wessels, Westerholt           | Westerholt             | 04:41 |
| 6.                 | Shattered              | Westerholt                    | Westerholt             | 04:20 |
| 7.                 | The Gathering          | Guus Eikens                   | Eikens                 | 03:35 |
| 8.                 | Daylight Lucidity      | Westerholt, Eikens            | Westerholt, Eikens     | 04:36 |
| 9.                 | Sleepwalkers Dream     | Wessels, Westerholt           | Westerholt             | 04:27 |
| 10.                | A Day for Ghosts       | Westerholt                    | Westerholt             | 03:37 |
| 11.                | Pristine               | Rein Doze                     | Westerholt             | 04:31 |
| Totale duur: 49:58 |                        |                               |                        |       |

| 12.                | Deep Frozen (alternatieve versie van "Frozen") | Wessels | Westerholt | 04:46 |
| Totale duur: 54:44 |                                                |         |            |       |

## Singles
- Frozen
- See Me in Shadow
- The Gathering

## Personeel
- Charlotte Wessels - zang (1, 2, 3, 5-9, 11 en 12), tekstschrijfster (2, 3, 5, 9 en 12)
- Martijn Westerholt - toetsen, orkestraties, producent, componist (1-6 en 8-12), tekstschrijver (1-6, 8-10 en 12)

### Gastmuzikanten
- Marco Hietala - zang (1, 4, 7, 8 en 10), basgitaar
- Ad Sluijter - leadgitaar (1, 2, 4, 9, 10 en 12)
- Guus Eikens - gitaar (3, 6, 7, 8 en 11), koorzang (1, 2, 7, 8, 10, 11 en 12), toetsen (track 7), componist (7 en 8), tekstschrijver (7 en 8)
- Ariën van Weesenbeek - drums
- Sharon den Adel - zang (4)
- Liv Kristine - zang (5 en 10)
- George Oosthoek - zang (3, 11 en 12)
- Jan Yrlund - gitaar (2, 4 en 5), componist (3)
- Oliver Phillips - leadgitaar (4), orkestraties, producent
- Rupert Gillet - cello (3-5)
- Rosan van der Aa - koorzang (1, 2, 7, 8 en 10-12)

### Crew
- Wilberto van den Boogaard - fotografie
- Toni Härkönen - fotografie
- Karen Rosetzsky - fotografie
- Gabor Nijenhuis - fotografie
- Kai Joachim - fotografie
- Christian Moos - engineering
- Stefan Helleblad - mixing
- Thomas Eberger - mastering
- Tero Kinnunen - opname
- Alexander Krull - opname
- Scale to Fit - ontwerp
- Daniël Gibson - opname
- Rein Doze - tekstschrijver (11)